# Mobil 1 British Rally Championship
Mobil 1 Rally Championship (extraoficialmente llamado  Mobil 1 British Rally Championship, no oficialmente como Rally Championship 2000 ) es un videojuegos de rallys de la serie Rally Championship lanzado para Windows y PlayStation en 1999. Está basado principalmente en el Campeonato Británico de Rally del año 1999. 
Su antecesor International Rally Championship fue lanzado para Windows en 1997. El juego se encuentra bloqueado regionalmente en PC, en donde la versión europea o americana no funciona en una PC japonesa o con configuración regional cambiada a japonés, sugiriendo que se consiguiera la versión inexistente.

## Coches
Incluye 22 coches divididos en varias categorías entre ellos:
| CATEGORIA A8 - Mitsubishi Lancer Evo IV - Proton Wira/Persona - Seat Córdoba WRC - Mitsubishi Lancer Evo V - Subaru Impreza WRC - Peugeot 206 WRC CATEGORIA A7 - Nissan Almera Kit Car - Ford Escort RS2000 Kit Car - Škoda Octavia Kit Car - Ford Escort Maxi Kit Car - Vauxhall Astra Kit Car - Hyundai Coupé Kit Car Evo II - Volkswagen Golf GTi Kit Car (MkIV) - Renault Maxi Mégane - Seat Ibiza Kit Car Evo II | CATEGORIA A6 - Škoda Felicia Kit Car - Proton Compact SRi - Honda Civic VTi - Citroën Saxo Kit Car - Peugeot 106 Maxi CATEGORIA A5 - Nissan Micra Kit Car - Ford Puma Kit Car |

## Trofeos & Tramos
Incluye 6 trofeos con 6 tramos cada uno:
| - Vauxhall Rally of Wales - Clocaenong - Penmachno - Mytherin - Hafren - Dyfi - Gartheiniog - Pirelli International Rally - Chindonhead - Falstone - Kershope - Pundershaw - Riccarton - Newcastleton - Scottish Rally - Twiglees - Yair - Cardrona - Black Lock - Glentrool - Ae | - SEAT Jim Clark Memorial Rally - Moon and Stars - Bothwell - Witchester - Eccles - Langston - Fogo - Stena Line Ulster Rally - Hamitton`s Folly - Tyrones Ditches - Feeney - Parkanauv - Lisnamuck - Tardree - Sony Manx International Rally - Portsoderick - Ballasyr - Curraghs - Tholt-y-Will - Ingerbreck - Cringle |

## Modos de Juego
Incluye 5 modos de juego:
- Individual (No tiene Versión PSX)
- Campeonato Mobil 1 British Rally Championship (Versión PSX Campeonato)
- Campeonato A8 Rally Championship (Versión PSX Campeonato A8)
- Arcade (6 Niveles Dificultad)

| - - Level 1 - Portsoderick - Ballasyr - Curraghs - Tholt-y-Will - Ingerbreck - Cringle - Level 2 - Hamitton`s Folly - Tyrones Ditches - Feeney - Parkanauv - Lisnamuck - Tardree - Level 3 - Moon and Stars - Bothwell - Witchester - Eccles - Langston - Fogo | - - Level 4 - Twiglees - Yair - Cardrona - Black Lock - Glentrool - Ae - Level 5 - Chindonhead - Falstone - Kershope - Pundershaw - Riccarton - Newcastleton - Level 6 - Clocaenong - Penmachno - Mytherin - Hafren - Dyfi - Gartheiniog |

*Prueba Cronometrada

## Música
La banda sonora de Mobil 1 Rally Championship fue compuesta por Darren Ithell.